# Luc-en-Diois
Pour les articles homonymes, voir Luc.
Luc-en-Diois est une commune française située dans le département de la Drôme, en région Auvergne-Rhône-Alpes.

## Géographie

### Localisation
La commune est située à 84 km au sud-est de Valence, à 53 km à l'est de Crest et à 18 km au sud de Die.

### Relief et géologie
Sites particuliers :

### Climat
Pour des articles plus généraux, voir Climat d'Auvergne-Rhône-Alpes et Climat de la Drôme.
En 2010, le climat de la commune est de type climat méditerranéen altéré, selon une étude du CNRS s'appuyant sur une série de données couvrant la période 1971-2000. En 2020, Météo-France publie une typologie des climats de la France métropolitaine dans laquelle la commune est exposée à un climat de montagne ou de marges de montagne et est dans la région climatique  Alpes du sud, caractérisée par une pluviométrie annuelle de 850 à 1 000 mm, minimale en été. 
Pour la période 1971-2000, la température annuelle moyenne est de 10,9 °C, avec une amplitude thermique annuelle de 17,2 °C. Le cumul annuel moyen de précipitations est de 952 mm, avec 7,6 jours de précipitations en janvier et 5,1 jours en juillet. Pour la période 1991-2020, la température moyenne annuelle observée sur la station météorologique de Météo-France la plus proche, sur la commune de Bellegarde-en-Diois à 9 km à vol d'oiseau, est de 10,5 °C et le cumul annuel moyen de précipitations est de 1 016,9 mm,. Pour l'avenir, les paramètres climatiques de la commune estimés pour 2050 selon différents scénarios d'émission de gaz à effet de serre sont consultables sur un site dédié publié par Météo-France en novembre 2022.

## Urbanisme

### Typologie
Au 1er janvier 2024, Luc-en-Diois est catégorisée commune rurale à habitat dispersé, selon la nouvelle grille communale de densité à 7 niveaux définie par l'Insee en 2022.
Elle est située hors unité urbaine. Par ailleurs la commune fait partie de l'aire d'attraction de Die, dont elle est une commune de la couronne,. Cette aire, qui regroupe 27 communes, est catégorisée dans les aires de moins de 50 000 habitants,.

### Occupation des sols
L'occupation des sols de la commune, telle qu'elle ressort de la base de données européenne d’occupation biophysique des sols Corine Land Cover (CLC), est marquée par l'importance des forêts et milieux semi-naturels (73,5 % en 2018), en diminution par rapport à 1990 (76,2 %). La répartition détaillée en 2018 est la suivante : forêts (64,5 %), zones agricoles hétérogènes (11,5 %), terres arables (8 %), milieux à végétation arbustive et/ou herbacée (6,2 %), prairies (4 %), espaces ouverts, sans ou avec peu de végétation (2,9 %), zones urbanisées (1,7 %), cultures permanentes (1,3 %). L'évolution de l’occupation des sols de la commune et de ses infrastructures peut être observée sur les différentes représentations cartographiques du territoire : la carte de Cassini (XVIIIe siècle), la carte d'état-major (1820-1866) et les cartes ou photos aériennes de l'IGN pour la période actuelle (1950 à aujourd'hui).

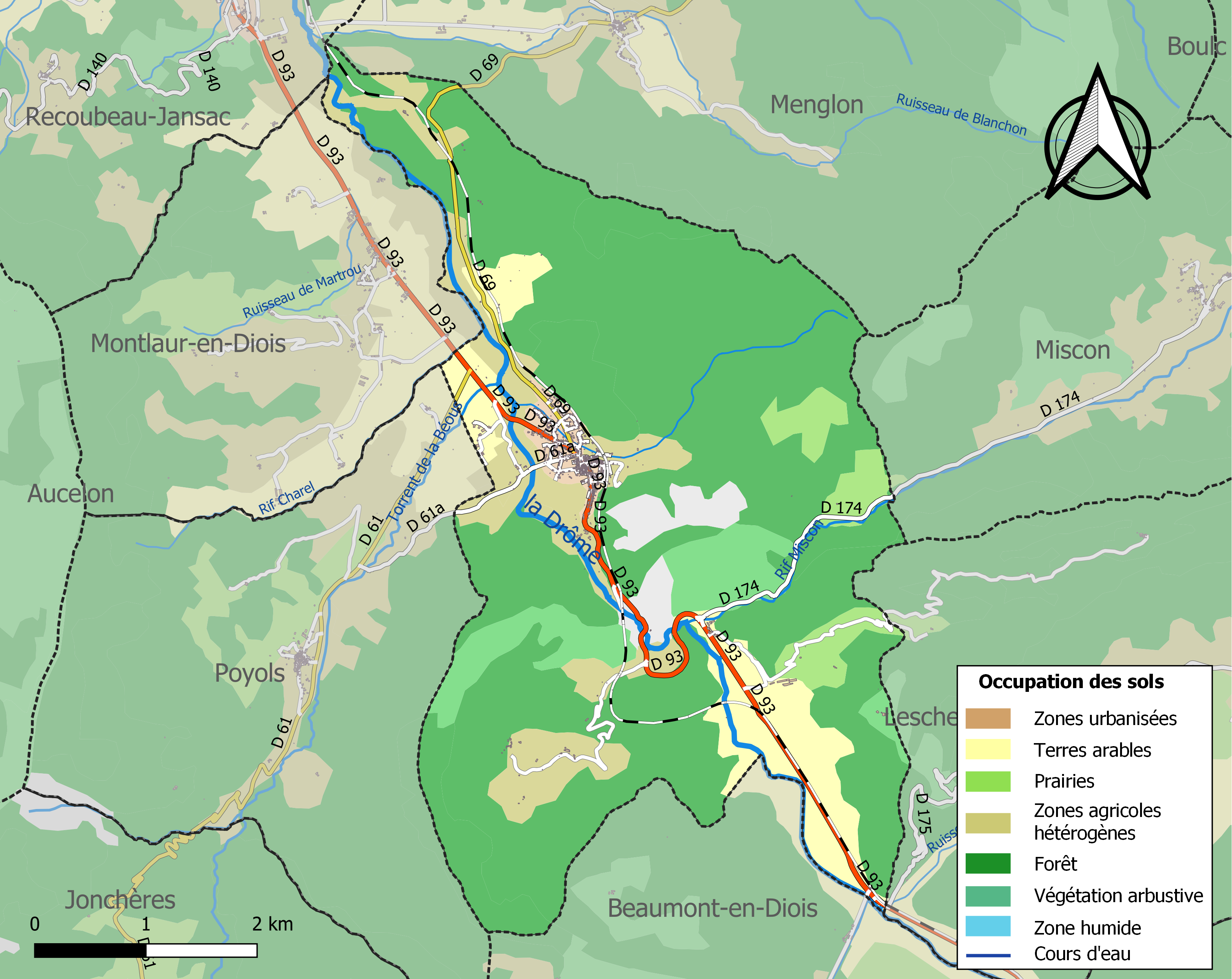
Carte des infrastructures et de l'occupation des sols de la commune en 2018 (CLC).

### Morphologie urbaine

#### Quartiers, hameaux et lieux-dits
Site Géoportail (carte IGN) :

### Voies de communication et transports

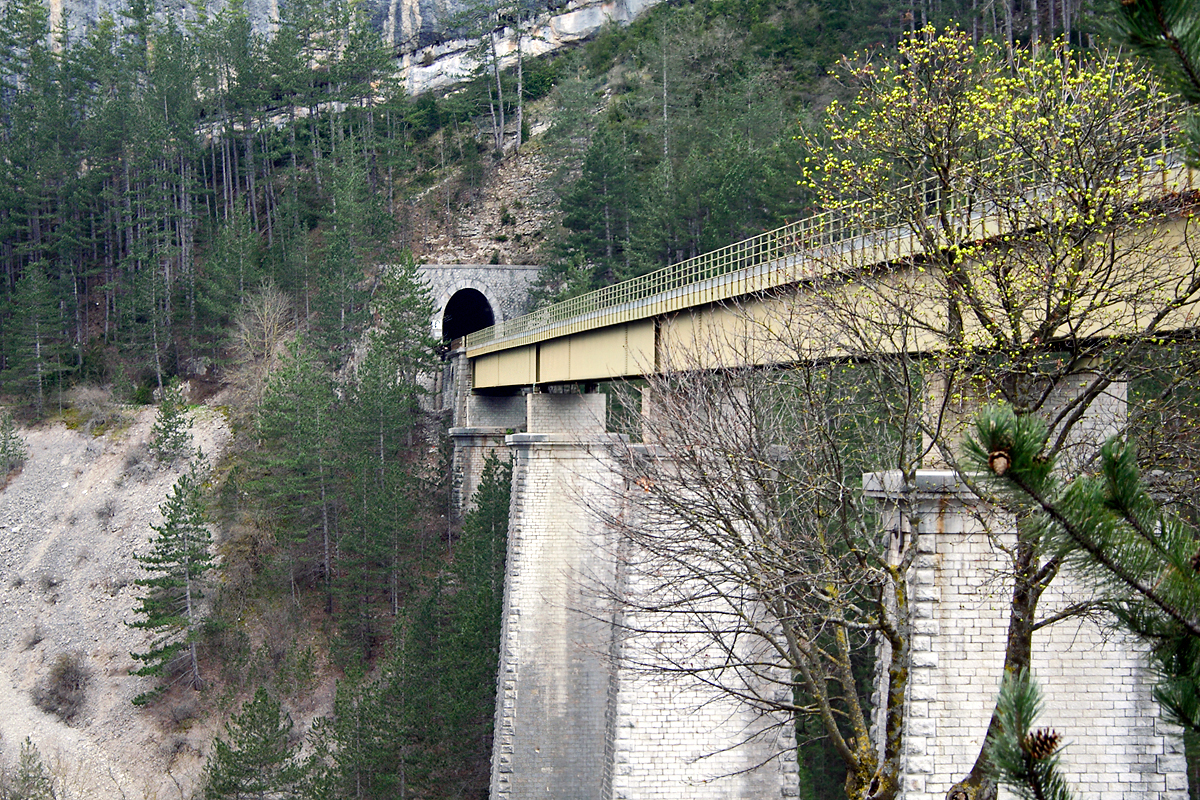
Viaduc du Claps.

La commune est traversée par la route départementale 93 (axe de Valence à Gap) et possède une gare sur la ligne de Livron à Aspres-sur-Buëch.

## Toponymie

### Attestations
- 77 : Lucus Augusti (Pline l'Ancien, Naturalis Historia, III, 37)[13],[14].
- 106-109 : Lucus municipium Vocontiorum est (Tacite, Historiae, I, 66)[13],[14].
- 333 : mansio Luco (Anonyme de Bordeaux).
- Ve siècle : Lucus (Table de Peutinger)[13].
- 1159 : castrum de Luco et castellum quod appellatur Luc (cartulaire de Die, 17)[13].
- 1165 : castrum de Luc (cartulaire de Die, 6)[13].
- 1178 : mention du mandement : mandamentum de Luco (cartulaire de Die, 1)[13].
- 1201 : castrum Luci (Valbonnais, I, 122)[13].
- XIVe siècle : mention du prieuré : prioratus de Luco (pouillé de Die)[13].
- XVIe siècle : mention de la paroisse : capella de Luco (pouillé de Die)[13].
- 1509 : mention de l'église : ecclesia parrochialis Beate Marie de Luco (visites épiscopales)[13].
- 1516 : mention de la paroisse : cura de Luco (pouillé de Die)[13].
- 1788 : Luc (Alman. du Dauphiné)[13].
- 1891 : Luc-en-Diois, chef-lieu de canton de l'arrondissement de Die[13].

### Étymologie
Plusieurs hypothèses :
- Lucus serait le mot latin pour désigner un bois sacré : Lucus Augusti (« Bois sacré d'Auguste »).

## Histoire
Pour un article plus général, voir Histoire de la Drôme.

### Antiquité: les Gallo-romains
Luc-en-Diois et Vaison-la-Romaine sont les deux capitales de la cité de la tribu gauloise des Voconces.
Les fouilles ont révélé les restes d'un grand temple, construit sur le même modèle que le temple d'Auguste et de Livie de Vienne. Un bras de statue monumentale (plus de 4 m de haut) et de nombreuses inscriptions sont visibles au musée de Die et du Diois.
Vestiges romains : autel octogonal orné, murs gallo-romains, monnaies.
Pour des raisons inconnues, la capitale des Voconces est transférée vers Die au début du IIe siècle.
Peu à peu, la ville va se dépeupler. L'itinéraire appelé l'Anonyme de Bordeaux la cite en 333 comme mansio Luco sur la voie romaine. Un fortin est installé à la même époque au sommet du pic de Luc, afin de surveiller la voie stratégique passant par la vallée de la Drôme, entre la Durance et le Rhône. Cette voie est la plus praticable en hiver pour relier Milan à Cologne sur le Rhin où combattent les armées romaines.

### Du Moyen Âge à la Révolution
La seigneurie :
- Au point de vue féodal, Luc-en-Diois était une terre (ou seigneurie) du patrimoine des anciens comtes de Diois.
- Dès le XIIe siècle : elle est hommagée aux évêques de Die.
- Vers 1225 : la terre passe (par mariage) aux Agoult.
- XVIe siècle : elle est appelée baronnie.
- 1540 : elle passe aux Lhère de Glandage.
- Elle passe (par mariage) aux La Baume-Suze.
- 1705 : la terre appartient aux Gilbert de Sallières.
- La moitié passe (par mariage) aux Morard.
- Les Morard acquièrent l'autre moitié. Ils sont les derniers seigneurs.

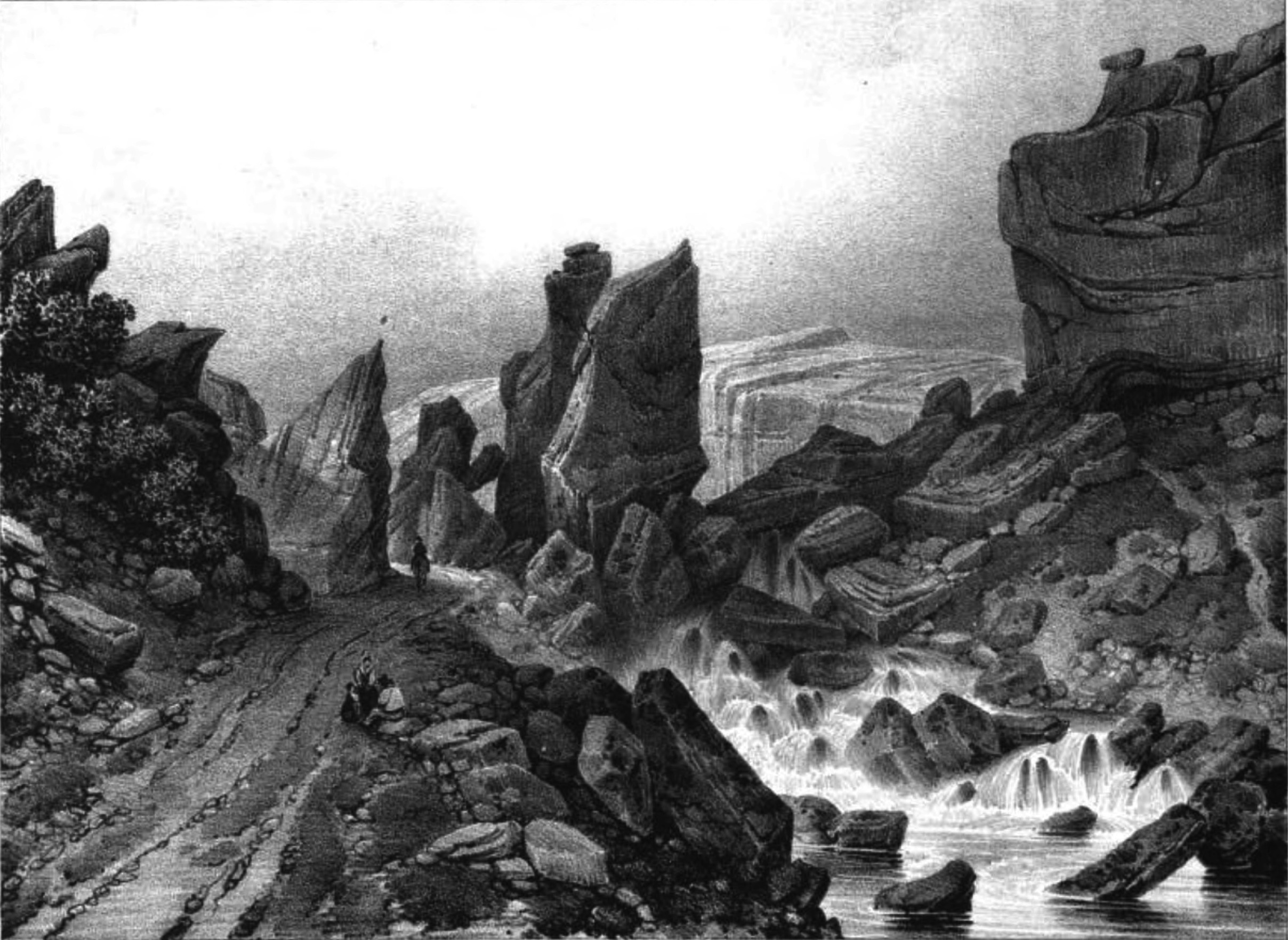
Claps de Luc, lithographie de Alexandre Debelle (1805-1897).

En 1442, une partie du Pic de Luc, la montagne dominant le village, se détache du flanc opposé au village et se brise en blocs énormes, barrant la Drôme en amont de l'agglomération. L'amas rocheux reçut le nom de Claps. Ainsi se formèrent deux lacs, l'un — le Grand Lac (5 km de long environ, 300 hectares de surface) — en amont de la montagne, et l'autre au pied du Pic de Luc, le Petit Lac (6 hectares)[réf. nécessaire].
L'assèchement du Grand Lac par le percement du « saut de la Drôme », commencé avant la Révolution et continué après, provoqua plusieurs procès entre les chartreux, propriétaires des terres, et les habitants qui utilisaient les atterrissements (zones du lac naturellement comblées par la Drôme) comme pâturages et pour s'approvisionner en saules et broussailles.
Avant 1790, Luc-en-Diois était une communauté de l'élection de Montélimar, subdélégation de Crest et du bailliage de Die. Elle formait une paroisse du diocèse de Die dont l'église, dédiée à la Vierge Marie, était celle d'un prieuré de bénédictins de la filiation d'Aurillac, connu dès le XIVe siècle, et dont le titulaire avait la collation de la cure et les dîmes.
Le mandement de Luc-en-Diois comprenait la commune de ce nom et peut-être celle de Miscon.

### De la Révolution à nos jours
En 1790, Luc-en-Diois devient le chef-lieu d'un canton comprenant les municipalités de Barnave, Jansac, Luc-en-Diois, Miscon, Montlaur, Montmaur, Pennes, Poyols et Recoubeau. La réorganisation de l'an VIII (1799-1800) distrait de ce canton la commune de Montlaur mais y adjoint en retour onze communes (Aucelon, la Bâtie-Cramezin, la Bâtie-des-Fonts, Beaurières, Beaumont, Charens, Fourcinet, Jonchères, Lesches, le Pilhon et les Prés).

## Politique et administration

### Liste des maires
| Période                                                                      | Période                       | Identité       | Étiquette        | Qualité |
| ---------------------------------------------------------------------------- | ----------------------------- | -------------- | ---------------- | ------- |
| Les données manquantes sont à compléter. : de la Révolution au Second Empire |                               |                |                  |         |
| 1790                                                                         | 1871                          | ?              |                  |         |
| Les données manquantes sont à compléter. : depuis la fin du Second Empire    |                               |                |                  |         |
| 1871                                                                         | 1874                          | ?              |                  |         |
| 1874                                                                         | 1878                          | ?              |                  |         |
| 1878                                                                         | 1884                          | ?              |                  |         |
| 1884                                                                         | 1888                          | ?              |                  |         |
| 1888                                                                         | 1892                          | ?              |                  |         |
| 1892                                                                         | 1896                          | ?              |                  |         |
| 1896                                                                         | 1900                          | ?              |                  |         |
| 1900                                                                         | 1904                          | ?              |                  |         |
| 1904                                                                         | 1908                          | ?              |                  |         |
| 1908                                                                         | 1912                          | ?              |                  |         |
| 1912                                                                         | 1919                          | ?              |                  |         |
| 1919                                                                         | 1925                          | ?              |                  |         |
| 1925                                                                         | 1929                          | ?              |                  |         |
| 1929                                                                         | 1935                          | ?              |                  |         |
| 1935                                                                         | 1945                          | ?              |                  |         |
| 1945                                                                         | 1947                          | ?              |                  |         |
| 1947                                                                         | 1953                          | ?              |                  |         |
| 1953                                                                         | 1959                          | ?              |                  |         |
| 1959                                                                         | 1965                          | ?              |                  |         |
| 1965                                                                         | 1971                          | ?              |                  |         |
| 1971                                                                         | 1977                          | ?              |                  |         |
| 1977                                                                         | 1983                          | ?              |                  |         |
| 1983                                                                         | 1989                          | ?              |                  |         |
| 1989                                                                         | 1995                          | Léonce Mirouse | DVD              |         |
| 1995                                                                         | 2014                          | Raymond Parent | DVD              |         |
| 2014                                                                         | 2020                          | Jacques Sauvan | (sans étiquette) |         |
| 2020                                                                         | En cours (au 23 février 2023) | Jérôme Mellet  |                  |         |

### Rattachements administratifs et électoraux
Luc-en-Diois était le chef-lieu du canton. À la suite du redécoupage des cantons du département, la commune fait désormais partie du canton du Diois.

## Population et société

### Démographie
En 2022 , la commune de Luc-en-Diois comptait 589 habitants. À partir du XXIe siècle, les recensements réels des communes de moins de 10 000 habitants ont lieu tous les cinq ans. Les autres chiffres sont des estimations.
| 1793 | 1800 | 1806 | 1821 | 1831 | 1836 | 1841 | 1846 | 1851 |
| ---- | ---- | ---- | ---- | ---- | ---- | ---- | ---- | ---- |
| 468  | 483  | 503  | 547  | 697  | 745  | 800  | 906  | 922  |

| 1856  | 1861  | 1866  | 1872 | 1876 | 1881  | 1886  | 1891  | 1896  |
| ----- | ----- | ----- | ---- | ---- | ----- | ----- | ----- | ----- |
| 1 026 | 1 046 | 1 005 | 909  | 932  | 1 042 | 1 141 | 1 124 | 1 015 |

| 1901 | 1906 | 1911 | 1921 | 1926 | 1931 | 1936 | 1946 | 1954 |
| ---- | ---- | ---- | ---- | ---- | ---- | ---- | ---- | ---- |
| 920  | 869  | 785  | 705  | 716  | 712  | 679  | 673  | 577  |

| 1962 | 1968 | 1975 | 1982 | 1990 | 1999 | 2006 | 2007 | 2012 |
| ---- | ---- | ---- | ---- | ---- | ---- | ---- | ---- | ---- |
| 545  | 518  | 452  | 450  | 478  | 490  | 526  | 532  | 422  |

| 2017 | 2022 | - | - | - | - | - | - | - |
| ---- | ---- | - | - | - | - | - | - | - |
| 527  | 589  | - | - | - | - | - | - | - |

### Enseignement
La commune est rattachée à l'académie de Grenoble et compte une école primaire.

### Santé
- Maison de santé, pharmacie, osthéopathe

### Manifestations culturelles et festivités
- Fête : troisième dimanche de juillet[15].

### Loisirs
- Pêche[15].Camping Piscine Tennis Jardin public  Boulodrome

### Sports
- Luc-en-Diois est un des plus anciens sites d'envol pour le parapente. Le championnat de France 1991 se déroula sur le site du Clamontard du 25 au 30 juillet[24].
- Une via ferrata : « le Claps »[25].

### Médias
Le territoire de la commune se situe dans l'aire de diffusion de plusieurs médias :
- Presse écrite
  - Le Dauphiné libéré, quotidien régional qui consacre, chaque jour, y compris le dimanche, dans son édition de « La vallée de la Drôme » un ou plusieurs articles à l'actualité du canton et de la commune, ainsi que des informations sur les éventuelles manifestations locales, les travaux routiers, et autres événements divers à caractère local.
  - L'Agriculture Drômoise, journal d'informations agricoles et rurales, couvre l'ensemble du département de la Drôme.
  - Drôme Hebdo (ancien Peuple Libre), hebdomadaire chrétien d'informations.
- Presse audio-visuelle
  - France Bleu est une radio publique diffusée sur son territoire.
  - RDWA studio radio107.1FM/Espace de vie sociale

### Cultes
Historiquement, la ville est marquée par l'existence de deux cultes :
- Protestant
- Catholique

L'église et la communauté catholique de Luc-en-Diois sont rattachées à la paroisse Saint-Marcel en Diois, laquelle couvre 37 communes et dépend du Diocèse de Valence.

## Économie

### Agriculture
En 1992 : vignes (vins AOC Châtillon-en-Diois et Clairette de Die), pâturages, lavande, noix.
- Foire mensuelle sauf en juillet et août[15].

### Hydroélectricité
Une microcentrale hydroélectrique est implantée sur le cours de la Drôme au débouché du Claps. Elle est construite entre 1922 et 1924. Sa production annuelle varie du simple au triple en fonction du débit de la rivière.
| Année | Production (MW/h) |
| ----- | ----------------- |
| 2014  | 2366              |
| 2015  | 1413,5            |
| 2016  | 1016              |
| 2017  | 1256              |
| 2018  | 3421              |
| 2019  | 1909              |
| 2020  | 1473              |
| 2021  | 1673,5            |

### Artisanat d'art
- Poterie[15].Artisan du vitrail / Galerie d art

### Tourisme
- Station climatique d'été[15].
- Station verte[15].Musée de la bourrellerie. Collection de fossiles de l abbé Froment.
- Parcours photographique et historique du village

## Culture locale et patrimoine

### Lieux et monuments
- Église catholique (néo-roman du XIXe siècle)[15], dédiée à la Sainte-Vierge.
- Chapelle protestante.

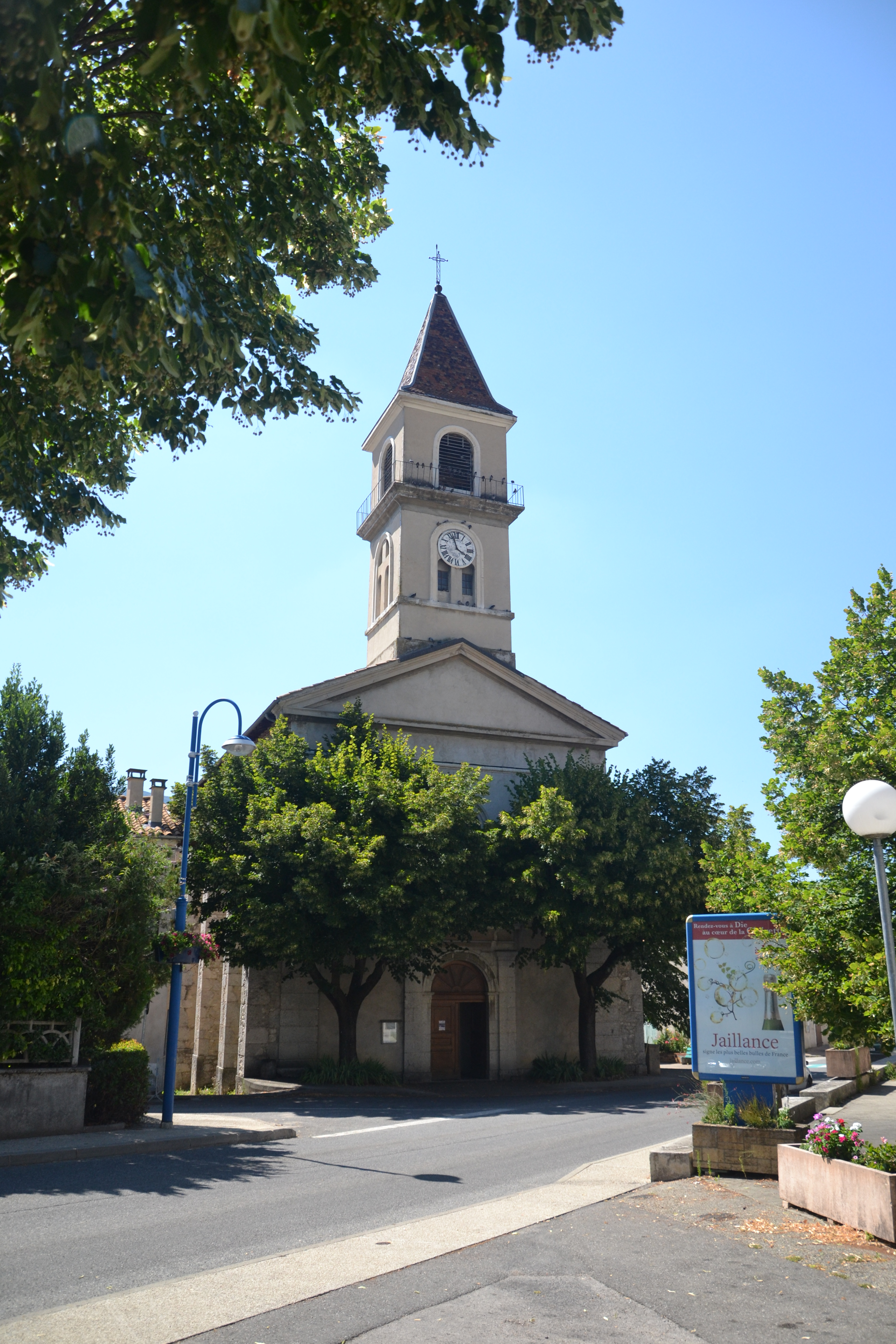
Église de la Sainte-Vierge.
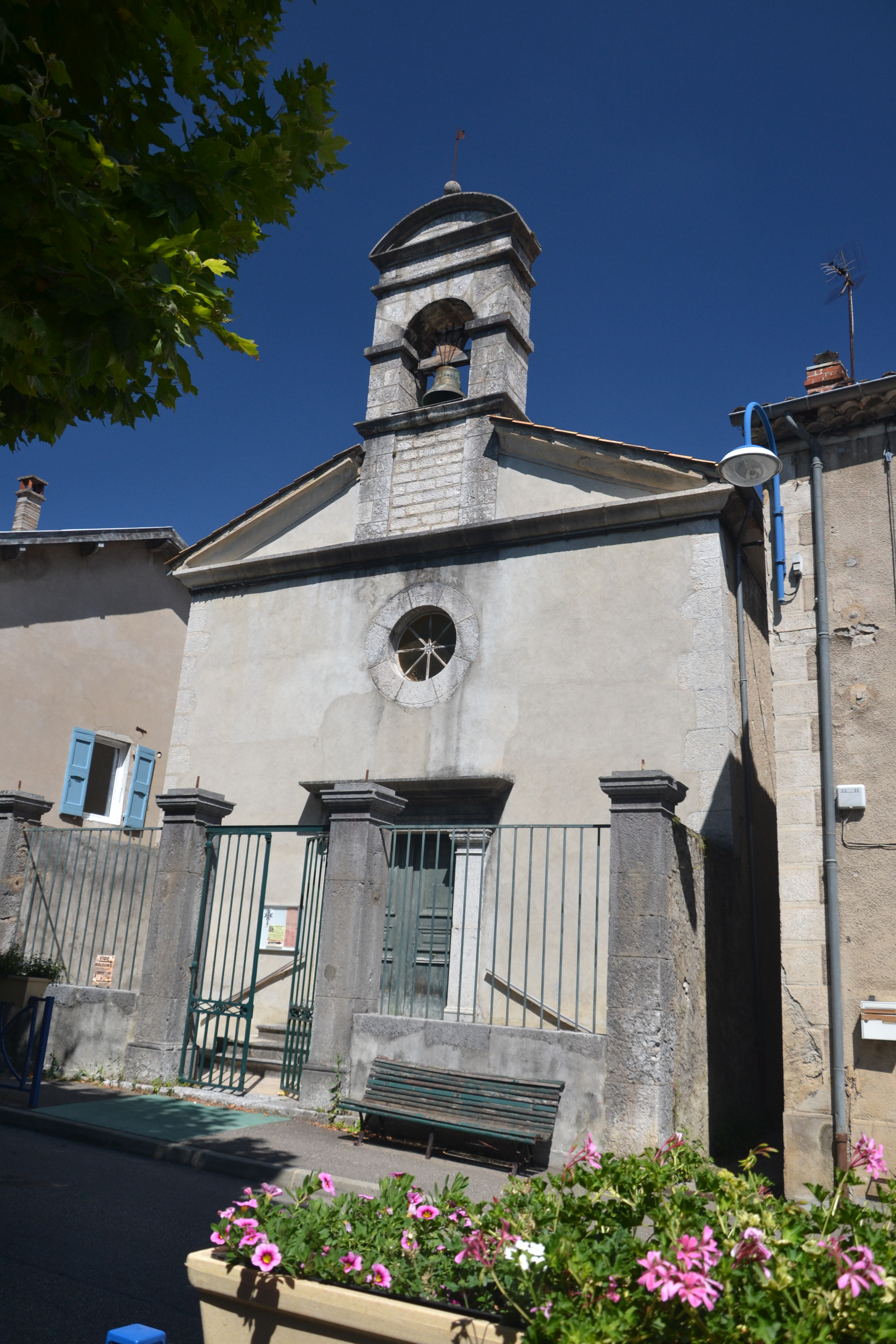
Chapelle protestante.

### Patrimoine culturel
- Salle des fêtes des Voconces : salle polyvalente de 200 places
- Petit théâtre datant de 1927
- Bibliothèque municipale
- Atelier de bourrellerie

### Patrimoine naturel
- Le Claps, éboulement de roches barrant la Drôme (site inscrit)[15].
- Le Saut de la Drôme : deux cascades[15].

### Personnalités liées à la commune
- Marcel Granet, sinologue, né le 29 février 1884 à Luc-en-Diois.
- Georges Saint-Bonnet, homme d’affaires, journaliste, écrivain et haut fonctionnaire puis guérisseur et maître spirituel, né en 1899 dans une famille protestante de la Drôme, mort en 1963 et enterré à Luc-en-Diois dans un cimetière familial à proximité du cimetière municipal.

### Héraldique, logotype et devise
|  | Luc-en-Diois possède des armoiries dont l'origine et le blasonnement exact ne sont pas disponibles. |